# Stormers
O Stormers é uma equipe profissional de rugby union da Cidade do Cabo, África do Sul, fundada em 1997. 
Manda suas partidas no Newlands Stadium, de sua propriedade.